# 블랙 아이드 피스
블랙 아이드 피스(The Black Eyed Peas)는 미국 캘리포니아주 이스트 로스앤젤레스에서 1995년 만들어진 미국 팝 음악 그룹이다. 그룹은 보컬리스트이자 멀티 인스트루멘탈리스트인 윌 아이 엠과 그외 보컬리스트 애플딥, 타부, 퍼기로 이루어져있다. 2003년 이들의 세 번째 앨범 Elephunk는 미국에서만 320만장의 판매고를 올렸고 전 세계적으로 850만장이 팔렸다. 2003년에 Elephunk의 첫 싱글이였던 "Where Is the Love?"는 처음으로 큰 대중적인 성공을 거둔다. 두 번째 싱글인 "Shut Up"역시 유럽 전역에서 큰 인기를 얻는다. 이들의 다음 정규 앨범인 Monkey Business 역시 세계적으로 큰 히트를쳐 미국에서 4x 플래티넘 인증을 받고, "My Humps" "Don't Phunk With My Heart"등 많은 히트 싱글을 남긴다.
2009년 그룹에 또다른 전성기가 찾아오게 되는데, 다섯 번째 정규 앨범 The E.N.D.를 발매하고 첫 싱글 "Boom Boom Pow"는 빌보드 핫 100에서의 1위는 물론 각종 세계적인 차트에서 정상을 차지하며, 두 번째 싱글 "I Gotta Feeling" 역시 빌보드 핫 100 차트에서 1위를 거둔다. 또한 네 번째 싱글 "Imma Be"도 빌보드 핫 100 1위를 차지하며 한 앨범에서 무려 세 개의 히트 싱글을 만든다. 이 싱글들의 1위 기간을 합치면 무려 26주라는 기록이다. 그 외 싱글 "Meet Me Halfway"와 "Rock That Body"도 많은 인기를 누렸다. 이들의 싱글 "I Gotta Feeling"은 영국에서만 100만건 이상의 다운로드 기록을 세웠다.
이들은 2011년 2월 6일 슈퍼 볼 XLV에서 공연을 펼칠 예정이며, 아리아 어워드에서 가장 인기가 많은 아티스트로 인정받았다.

## 역사

### 1992–97: 블랙 아이드 피스의 결성
1988년은 블랙 아이드 피스가 생긴 날짜인데, 윌리엄 아담스(윌 아이 엠)와 앨런 피네다(애플딥)은 로스앤젤레스 주변지역에서 공연을 펼치곤했다.

## 멤버
- 윌 아이 엠 (Will.i.am)
  - 본명: 윌리엄 제임스 애덤스 Jr.(William James Adams Jr.)
  - 생일: 1975년 3월 15일

- 애플딥 (Apl.de.ap)
  - 본명: 앨런 피네다 린도
  - 생일: 1974년 11월 28일

- 타부(Taboo)
  - 본명: Jaime Luis Gmez
  - 생일: 1975년 7월 14일

- 퍼기(Fergie)
  - 본명: Stacy Ann Ferguson
  - 생일: 1975년 3월 27일
  - 배우자:조쉬 더 하멜(Joshua David Duhamel)

## 앨범

### 정규 앨범
- Behind the Front(1998년)
- Bridging the Gap(2000년)
- Elephunk(2003년)
- Monkey Business(2005년)
- The E.N.D.(2009년)
- The Beginning(2010년)
- Masters Of The Sun Vol. 1(2018년)

### 리믹스 앨범
- Renegotiations: The Remixes(2006년)

## 한국 공연
- 2006년, 펜타포트 락 페스티벌에 참여, 2007년 8월 15일, 올림픽 공원 내 체조경기장[1]

## 같이 보기
- 빌보드 소셜 50